# Amanislo
Amanislo (nome de Sá-Ré:Imn-isl)  foi o 34º rei da Dinastia Napata do Reino de Cuxe, acredita-se que tenha reinado em meados do século III a.C 

## Evidências
Existem duas evidências arqueológicas do reinado de Amanislo. A primeira é seu selo com seu nome de Sá-Ré gravado na estátua de leão de granito de Amenófis III. Esse leão foi transferido de Soleb para Jebel Barcal. Outra inscrição foi encontrada no Cemitério Begarawiya Sul , mais precisamente na capela de culto mortuário do Beg.S. 5, paredes N e S.
A filiação de Amanislo e as relações familiares são desconhecidas. Especulou-se que o dono da Beg.S. 4, Kanarta que leva o título de "Mãe do Faraó", era a esposa de Arcamani I e mãe de Amanislo.   Se isso estiver correto, o Ano 20 + X em uma inscrição bem danificada na parede N da capela do culto funerário de Kanarta pode se referir ao ano de reinado de Amanislo em que sua mãe foi enterrada. Seu lugar depois de Arcamani I na cronologia relativa dos governantes de Cuxe foi sugerida com base na localização de seu túmulo piramidal em Beg.S. 5 no Cemitério Begarawiya Sul.  Se de fato ele reinou por mais de vinte anos, Amanislo pode, hipoteticamente, ter governado em meados do século III a.C.